# Manfred Schwalm
Manfred Schwalm (* 3. Juni 1939; † 22. März 2010 in Wilhelmshaven) war ein deutscher Fußballspieler.

## Karriere
Schwalm spielte bis zum 21. Lebensjahr für den VfB Oldenburg, bevor er zur Saison 1960/61 zum Duisburger SpV in die Oberliga West wechselte. Danach kehrte er zum VfB Oldenburg zurück und absolvierte für diesen drei Spielzeiten, die letzte, 1963/64, in der zweitklassigen und neugeschaffenen Regionalliga; bedingt durch die der seinerzeit erstklassigen Oberliga nachgefolgten und am 28. Juli 1962 neu gegründeten Bundesliga. Sein erstes Punktspiel von 26 in der Regionalliga Nord bestritt er am 11. August 1963 (1. Spieltag) beim 3:2-Sieg im Heimspiel gegen den VfB Lübeck; sein erstes Tor war der 3:2-Siegtreffer in der 83. Minute im Auswärtsspiel gegen den VfL Osnabrück am 1. September 1963 (4. Spieltag). Er kam in der Regionalliga Nord für Oldenburg auf 26 Spiele, in denen er fünf Tore schoss.
Zur Saison 1964/65 wurde er vom FC Bayern München verpflichtet, für den er drei Punktspiele in der Regionalliga Süd bestritt. Sein Debüt für die Bayern absolvierte er am 9. August 1964 (1. Spieltag) beim 10:0-Sieg im Heimspiel gegen den SV Darmstadt 98; sein einziges Tor für die Bayern erzielte er in seinem letzten Spiel am 23. August 1964 (4. Spieltag) mit dem Treffer zum 3:0-Endstand in der 58. Minute im Heimspiel gegen den FC Bayern Hof.
Zur Saison 1965/66 verpflichtete ihn der aus der Amateurliga Baden aufgestiegene VfR Pforzheim, der nach nur einer Saison als Tabellenletzter aus der Regionalliga Süd absteigen musste. Zur Saison 1969/70 schloss er sich dem TSR Olympia Wilhelmshaven an, der als Aufsteiger in die seinerzeit zweitklassige Regionalliga Nord diese knapp halten konnte und die Saison 1970/71 als Sechstplatzierter abschloss. Schwalm bestritt in den zwei Spielzeiten 19 Punktspiele und erzielte vier Tore.

## Sonstiges
Am Montag, den 22. März 2010, verstarb er nach langer schwerer Krankheit 70-jährig in Wilhelmshaven.